# Collegio elettorale di Gorizia (Regno d'Italia)
Il collegio elettorale di Gorizia è stato un collegio elettorale di lista del Regno d'Italia per l'elezione della Camera dei deputati.

## Storia
Il collegio di lista fu istituito tramite regio decreto 20 marzo 1921, n. 330, in seguito alla riforma che definì 40 collegi elettorali.
Fu soppresso definitivamente con l'istituzione del collegio unico nazionale tramite regio decreto del 13 dicembre 1923, n. 2694.
| Legislature           | VIII | IX   | X    | XI   | XII  | XIII | XIV  | XV   | XVI  | XVII | XVIII | XIX  | XX   | XXI  | XXII | XXIII | XXIV | XXV  | XXVI | XXVII | XXVIII | XXIX | XXX  |
| --------------------- | ---- | ---- | ---- | ---- | ---- | ---- | ---- | ---- | ---- | ---- | ----- | ---- | ---- | ---- | ---- | ----- | ---- | ---- | ---- | ----- | ------ | ---- | ---- |
| Elezioni              | 1861 | 1865 | 1867 | 1870 | 1874 | 1876 | 1880 | 1882 | 1886 | 1890 | 1892  | 1895 | 1897 | 1900 | 1904 | 1909  | 1913 | 1919 | 1921 | 1924  | 1929   | 1934 | 1939 |
| Deputati nel collegio |      |      |      |      |      |      |      |      |      |      |       |      |      |      |      |       |      |      | 5    |       |        |      |      |
|                       |      |      |      |      |      |      |      |      |      |      |       |      |      |      |      |       |      |      |      |       |        |      |      |
| Totale eletti         | 443  | 493  | 493  | 508  | 508  | 508  | 508  | 508  | 508  | 508  | 508   | 508  | 508  | 508  | 508  | 508   | 508  | 508  | 535  | 535   | 400    | 400  |      |
| Numero collegi        | 443  | 493  | 493  | 508  | 508  | 508  | 508  | 135  | 135  | 135  | 508   | 508  | 508  | 508  | 508  | 508   | 508  | 54   | 40   | 15    | 1      | 1    |      |

## Territorio
Nel 1921 comprendeva la provincia di Gorizia e Gradisca (con i territori annessi delle province di Carinzia e Carniola).

## Dati elettorali

### XXVI legislatura
Le votazioni si svolsero in 40 collegi (39 di lista e uno uninominale) con la normativa del 1919 che per i collegi di lista stabiliva il numero di eletti per ogni lista sulla base dei voti di lista e sul numero di voti dei candidati al di fuori della propria lista.
| Partito                            | Partito                            | Risultati 15 maggio 1921 | Risultati 15 maggio 1921 | Risultati 15 maggio 1921 | Seggi | Seggi |
| Partito                            | Partito                            | Voti                     | %                        | ±                        | Num   | ±     |
| ---------------------------------- | ---------------------------------- | ------------------------ | ------------------------ | ------------------------ | ----- | ----- |
|                                    | Concentrazione slava               | 34 639                   | 60,02                    | n.d.                     | 4     | n.d.  |
|                                    | Comunista                          | 10 111                   | 17,52                    | n.d.                     | 1     | n.d.  |
|                                    | Blocco nazionale                   | 4 743                    | 8,22                     | n.d.                     | 0     | n.d.  |
|                                    | Socialista ufficiale               | 4 290                    | 7,43                     | n.d.                     | 0     | n.d.  |
|                                    | Popolare italiano                  | 2 526                    | 4,38                     | n.d.                     | 0     | n.d.  |
|                                    | Repubblicano italiano              | 1 408                    | 2,44                     | n.d.                     | 0     | n.d.  |
|                                    |                                    |                          |                          |                          |       |       |
| Iscritti                           | Iscritti                           | 73 767                   | 100,00                   |                          |       |       |
| ↳ Votanti (% su iscritti)          | ↳ Votanti (% su iscritti)          | 59 707                   | 80,94                    | n.d.                     |       |       |
| ↳ Voti validi (% su votanti)       | ↳ Voti validi (% su votanti)       | 57 717                   | 96,67                    |                          |       |       |
| ↳ Schede non valide (% su votanti) | ↳ Schede non valide (% su votanti) | 1 990                    | 3,33                     |                          |       |       |
| ↳ Astenuti (% su iscritti)         | ↳ Astenuti (% su iscritti)         | 14 060                   | 19,06                    |                          |       |       |

| Eletti | Eletti             |
| ------ | ------------------ |
|        | Giuseppe Wilfan    |
|        | Carlo Podgornik    |
|        | Virgilio Scek      |
|        | Giuseppe Lavrencic |
|        | Giuseppe Tuntar    |